# کاتاریننهرد
کاتاریننهرد (به آلمانی: Katharinenheerd) یک شهر در آلمان است که در نوردفرایسلند واقع شده‌است. کاتاریننهرد ۱۸۲ نفر جمعیت دارد.